# Litauisk (sprog)
Litauisk (litauisk: lietuvių kalba, (dansk: litauisk sprog)) er det officielle sprog i Litauen, og det tales af omkring 4 millioner mennesker som modersmål.
Litauisk tilhører den østbaltiske undergruppe af den baltiske sproggruppe inden for den indoeuropæiske sprogfamilie. Af de baltiske sprog er det kun litauisk og dets nærmeste slægtning, lettisk, der fortsat eksisterer. Selv om de to sprog er beslægtede, er litauiske og lettiske ord temmelig forskellige og forstås normalt ikke af personer med det modsatte sprog som modersmål.

## Grammatik
"Enhver, der måtte ønske at høre, hvordan indoeuropæerne talte, skal komme og lytte til en litauisk bonde."
 – Antoine Meillet
Litauisk har bevaret mange af de de indoeuropæiske sprogs oprindelige træk inden for fonetik og morfologi, og det er derfor blevet studeret grundigt som del af den komparative indoeuropæiske lingvistik. Litauisk har en meget udbygget morfologi: Der er to grammatiske køn – han- og hunkøn – idet det indoeuropæiske intetkøn er gået tabt. Ud over at inddeles i køn, inddeles substantiver efter fem nominalbøjninger og adjektiver efter tre adjektivbøjninger. Disse bøjes alle i så mange som syv kasus (nominativ, akkusativ, genitiv, dativ, instrumentalis, lokativ og vokativ). Verberne falder i tre verbalbøjninger, i hvilke verberne bøjes i fire tempora (nutid, fortid, gentaget fortid og fremtid) og fire modi (indikativ, konjunktiv, imperativ og infinitiv) og dertil kommer et kompliceret system af aktive og passive participier til hver tempus.

## Historie
Der er visse tegn, der tyder på, at de baltiske og de slaviske sprog forblev sammen i længere tid efter opsplitningen af det indoeuropæiske kontinuum, og at deres veje måske først skiltes omkring det 10. århundrede f.Kr..
Den ældste kendte litauiske tekst er en hymneoversættelse fra 1545. Der findes trykte bøger fra begyndelsen af 1547, men kun få kunne læse litauisk. Det latinske alfabet og tekster på litauisk blev forbudt i 1864 og først tilladt igen i 1904.
Litauisk har været Litauens officielle sprog siden 1918, i sovjettiden ved siden af russisk.

## Beslægtede sprog
Litauisk og lettisk med de tilhørende dialekter žemaitisk og letgallisk er de eneste to nulevende baltiske sprog, idet de tidligere søstersprog som oldprøjsisk er uddøde. Næst herefter er litauisk i nærest slægtskab med de slaviske sprog og derefter resten af de indoeuropæiske sprog (hvorunder også dansk hører).
Litauisk er ikke beslægtet med estisk, der er et finsk-ugrisk sprog og nærmest beslægtet med finsk.

## Dialekter
Det litauiske sprog har to dialekter: Aukštaičių (dansk: aukštaitisk ~ højland litauisk), Žemaičių / Žemaitiu (dansk: Žemaitisk ~ lavland litauisk). Der er betydelige forskelle mellem standard litauiske og Žemaitisk. Den moderne Žemaitiske dialekt dannedes i 1300-1500-tallet under indflydelse af Kuriske sprog. De litauiske dialekter er tæt knyttet til etnografiske regioner i Litauen.
Begge dialekter har 3 underdialekter. Žemaitisk er opdelt i vest, nord og syd; Aukštaitisk i vest (Soduviečiai), Dainavian og øst. Hver underdialekt er opdelt i mindre lokale enheder.
Standard litauisk stammer hovedsagelig fra de vestlige Aukštaitiske dialekter, og de østlige dialekter talt i Lille Litauen. Indflydelse af andre dialekter er mere signifikant i ordforrådet af standard litauisk.